# Intérprete de comandos
Un intérprete de órdenes o de comandos es un programa informático que tiene la capacidad de traducir las órdenes que introducen los usuarios, mediante un conjunto de instrucciones facilitadas por él mismo directamente al núcleo y al conjunto de herramientas que forman el sistema operativo. Las órdenes se introducen siguiendo la sintaxis incorporada por dicho intérprete, dentro del entorno proporcionado por el emulador de terminal, mediante un inductor que espera a que le sean introducidos los comandos o instrucciones PROMPT>nombrecomando argumento/s /ruta/hacia/el/o/los/ficheros
Al ingresar la orden con la tecla 'Intro', el intérprete analiza la secuencia de caracteres ingresada y, si la sintaxis de la orden es correcta, la ejecuta, recurriendo para ello a las funciones que ofrece el sistema operativo o el programa que representa, bien sea un gestor de datos de banco, una sesión de FTP, de ssh, etc. La respuesta al usuario se representa en el monitor o en forma de segundo plano. Se trabaja de manera interactiva, es decir, usuario y máquina se comunican de forma sucesiva.

Incorporan características tales como control de procesos, redirección de entrada/salida, listado y lectura de ficheros, protección, comunicaciones y un lenguaje de órdenes para escribir programas por lotes o (scripts o guiones). Uno de los intérpretes más conocidos, es el Bourne Shell, el cual fue el intérprete usado en las primeras versiones de Unix y se convirtió en un estándar de facto.

## Interfaz de línea de comandos

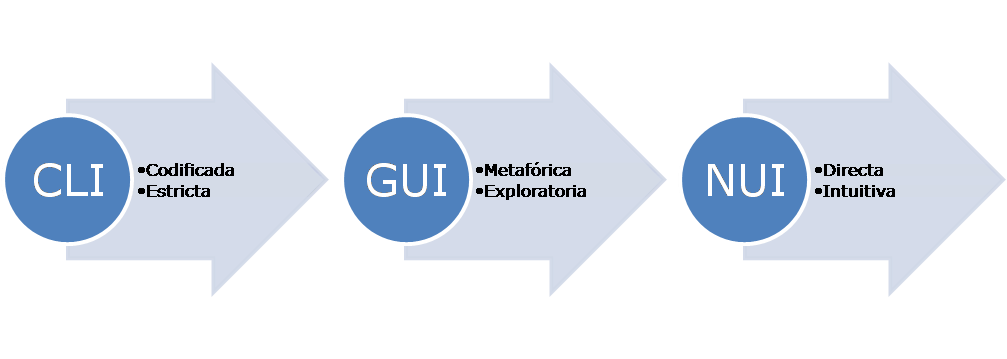
Evolución de las intefaces de usuario.
CLI (Command line interface): Interfaz de línea de comandos
GUI (Graphical user interface): Interfaz gráfica de usuario
NUI (Natural user interface): Interfaz natural de usuario

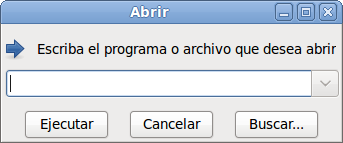
Una típica CLI encontrada en las interfaces gráficas de diversos sistemas operativos, para ejecutar aplicaciones a través de un intérprete de comandos.

La interfaz de línea de comandos o interfaz de línea de órdenes (en inglés: command-line interface, CLI) es un tipo de interfaz de usuario de computadora que permite a los usuarios dar instrucciones a algún programa informático o al sistema operativo por medio de una línea de texto simple. Debe notarse que los conceptos de CLI, shell y emulador de terminal no son lo mismo ya que CLI se refiere al paradigma, mientras que un shell o un emulador de terminal son programas informáticos específicos, que usualmente en conjunto implementan la CLI. Sin embargo, los tres suelen utilizarse como sinónimos.
Las CLI pueden emplearse interactivamente, escribiendo instrucciones en alguna especie de entrada de texto, o pueden utilizarse de una forma mucho más automatizada (archivo batch), leyendo órdenes desde un archivo de scripts.
Esta interfaz existe casi desde los comienzos de la computación, superada en antigüedad solo por las tarjetas perforadas y mecanismos similares. Existen para diversos programas y sistemas operativos, para diverso hardware, y con distinta funcionalidad.
Por ejemplo, las CLI son parte fundamental de los shells o emuladores de terminal. Aparecen en todas las interfaces de escritorio (GNOME, KDE, Microsoft Windows) como un método para ejecutar aplicaciones rápidamente. Aparecen como interfaz de lenguajes interpretados tales como Java, Python, Ruby o Perl. También se utilizan en aplicaciones cliente-servidor, en gestores de bases de datos, en clientes FTP, etc. Las CLI son un elemento fundamental de aplicaciones de ingeniería tan importantes como MATLAB y AutoCAD.
La contraparte de CLI es la interfaz gráfica de usuario (GUI) que ofrece una estética mejorada y una mayor simplificación, a costa de un mayor consumo de recursos computacionales, y, en general, de una reducción de la funcionalidad alcanzable. Asimismo aparece el problema de una mayor vulnerabilidad dada su complejidad.
Las CLI son usadas por muchos programadores y administradores de sistemas como herramienta primaria de trabajo, especialmente en sistemas operativos basados en Unix; en entornos científicos y de ingeniería, y un subconjunto más pequeño de usuarios domésticos avanzados.
En dispositivos portátiles y PDA, las CLI no se utilizan, debido a lo complejo que resulta ingresar datos de texto, o por la ausencia total de teclados.

## Historia
En los primeros años de las computadoras, y durante la era de los computadores denominados mainframes, el control de la ejecución de los programas se hacía desde lugares especiales (normalmente ubicados cerca del computador en salas con aire acondicionado), donde el administrador manipulaba directamente la máquina.

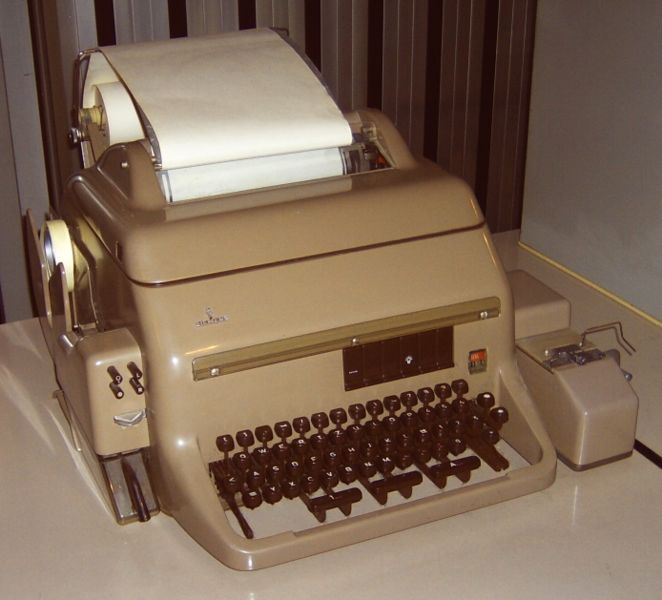
Teletipo

Se escribía la orden en el teclado y se recibía la respuesta impresa en papel. Estos sistemas basados en teletipos dieron origen a la primera forma eficiente de interactuar con computadores: líneas de texto simple.
Con el advenimiento del sistema operativo Unix a inicios de la década de 1970, el uso de la línea de comandos se convirtió en un estándar. Se canonizaron las reglas de ejecución basadas en tuberías, filtrado de archivos utilizando comodines, y todas aquellas funcionalidades que permitían las nacientes interfaces de texto. Los sistemas operativos que vendrían (CP/M, DOS) adoptarían como propias aquellas cualidades.
Con la popularización de la computadora personal en la década de 1980, las aplicaciones entraron a un nuevo escenario donde ya no se tenía que compartir los recursos del sistema con otros usuarios. Ahora cada usuario contaba con su propia máquina, con la que interactuaba de una forma mucho más personalizada. Apple y luego Microsoft lanzaron exitosamente al mercado sistemas que explotaban todos los conceptos visuales que habían sido desarrollados por Alan Kay y su equipo del PARC, es decir, una interfaz gráfica para controlar al computador por medio de un ratón.
Hasta la actualidad las GUI permanecen como la interfaz dominante y las CLI como interfaz secundaria. No obstante, el mismo Dr. Alan Kay ha señalado que «es necesario desarrollar un nuevo tipo de interfaz» para optimizar la relación entre humanos y computadores.

## Funcionamiento

Esquema de elementos involucrados en una línea de órdenes.

Las órdenes dadas a la CLI son con frecuencia de la forma:
PROMPT>aplicación [parametros] ficheros o URI...
Al finalizar y enviar la orden con la tecla Entrar, un módulo interpretador de órdenes analiza la secuencia de caracteres recibida y, si la sintaxis de la orden es correcta, ejecuta la orden dentro del contexto del programa o del sistema operativo donde se encuentra. Esta forma de trabajo es secuencial, y equivale a un tipo de programación paso a paso.
El usuario percibe el procesamiento de sus instrucciones en forma de acción. Si al usuario se le envía esta información de procesamiento en forma de texto simple, entonces se le llama salida estándar o «stdout». El usuario también puede recibir un informe textual de errores en un canal especializado llamado «stderr». Casi todos los shells implementan la visualización de «stdout» y «stderr» al mismo dispositivo, en la mayoría de los casos la pantalla.
También es posible usar scripts, es decir, archivos con instrucciones guardadas como si se estuviesen escribiendo en el momento. En caso de error, la ejecución del script puede abortarse. De esta forma, la línea de comandos puede utilizarse sin siquiera tener que lidiar con el prompt, ni estando presente frente al monitor o teclado.

## Implementaciones
Casi cualquier programa puede diseñarse para ofrecer al usuario alguna clase de intérprete de instrucciones. Por ejemplo, algunos videojuegos para PC en primera persona tienen un intérprete de órdenes incorporado, conocido comúnmente como «consola» (no confundir con Videoconsola), utilizado para diagnóstico y labores administrativas. Quake, Unreal Tournament, Ragnarok Online o Battlefield son algunos ejemplos. A veces la consola es el único medio para reparar problemas.
Cuando se trata de un programa que interactúa con el kernel de un sistema operativo se le llama con frecuencia shell. Algunos ejemplos son los diversas shell de Unix (ksh, csh, tcsh, Bourne Shell, etc.), el histórico CP/M, y el command.com de DOS, estos dos últimos fuertemente basados en las CLI de RSTS y RSX-11, sistemas operativos del PDP-11 de DEC. El sistema operativo Windows Vista prometía una CLI llamada Windows PowerShell, que combinaba características de las tradicionales shells de Unix con su framework orientado a objetos .NET. Este desarrollo no fue integrado por defecto en el sistema operativo, en especial debido a sus riesgos de seguridad iniciales.
Las implementanciones de lenguajes interpretados suelen ofrecer también un ambiente de trabajo basado en CLI. En estos ambientes se crea una instancia de la máquina virtual con la que el usuario puede interactuar.
Algunas aplicaciones proporcionan tanto una CLI como una GUI. Un ejemplo es el programa de CAD AutoCAD. El paquete científico/ingenieril de computación numérica Matlab no proporciona GUI para algunos cálculos, pero la CLI puede realizar cualquier cálculo. El programa de modelado tridimensional Rhinoceros 3D (que se usa para diseñar las cajas de la mayor parte de los teléfonos portátiles, así como miles de otros productos industriales) proporciona una CLI (cuyo lenguaje, por cierto, es distinto del lenguaje scripts de Rhino). En algunos entornos informáticos, como la interfaz de usuario de Smalltalk u Oberon, la mayor parte del texto que aparece en la pantalla se puede usar para dar órdenes.

## Estándar de invocación
No existe ninguna normativa obligatoria en cuanto al formato de invocación (escritura y ejecución) o a la documentación que las aplicaciones o funciones deben presentar. No obstante, se han acuñado estándares informales al momento de definir formas. El más importante consiste en la utilización de corchetes [ ] para indicar parámetros opcionales. Estos pueden anidarse ([..[..]]). Por ejemplo, la documentación de la aplicación cal de POSIX dice que la forma de ejecutarse por medio de la CLI es:
cal [[mes] año ]
Esto significa que si se desea ver el año 2012, tendría que escribirse literalmente:
cal 2012

## Ejemplos de interacción
La instrucción para listar archivos, en diversos entornos:
| Programa o sistema operativo | Orden           | Tipo de programa                         |
| ---------------------------- | --------------- | ---------------------------------------- |
| Bourne                       | ls              | Shell de Unix                            |
| CMD                          | dir             | Shell de Windows                         |
| NewShell                     | list o dir      | AmigaDOS (shell de AmigaOS/MorphOS/AROS) |
| Matlab                       | dir             | Procesamiento matricial                  |
| Quake                        | /dir            | Videojuego para PC                       |
| TACL                         | FILEINFO        | Shell de Guardián                        |
| Python Shell                 | os.listdir('.') | Python, lenguaje de alto nivel           |

## Interfaz textual de usuario
Una interfaz textual de usuario consiste en una interfaz gráfica hecha enteramente de texto. No es lo mismo que un CLI, aunque ambos usan el mismo periférico.

## Sistemas operativos

### Unix y Linux
En el Bourne Shell y sus derivados como bash (utilizados ampliamente en sistemas tipo UNIX) el prompt, generalmente, contiene el carácter $ para los usuarios sin privilegios y # para el administrador, además de proporcionar más información. Por ejemplo: jou@home-comp:/media/disk$ donde el usuario en uso es jou, el nombre del equipo es home-comp, y el directorio de trabajo es /media/disk.
En sistemas Unix/Linux, el prompt tiene el aspecto de:
- usuario@máquina:~$
- root@máquina:~#

En el primer ejemplo, "usuario" es el nombre de usuario, seguido de @ y el nombre del ordenador ("máquina"), el símbolo virgulilla (~) que es el directorio actual y el símbolo dólar ($). En segundo ejemplo, el usuario es el root, lo que también se nota por mostrarse almohadilla (#) en vez del símbolo $. Pero también hay varias formas de cambiar el prompt.

### DOS y Windows
En sistemas DOS y Windows, el prompt tiene el aspecto de:
- C:\>

En Windows se muestra el símbolo del sistema o prompt yendo al menú de inicio y escribiendo "CMD"

## Otros programas
En el programa libre de cálculo numérico GNU Octave, o en su equivalente propietario MATLAB, el prompt tiene el aspecto de:
En Python se denomina chevron Prompt y se compone de tres (3) símbolos lógicos de comparación "mayor que" consecutivos
En R (lenguaje de programación), el prompt tiene el aspecto de: